# Wendlandia ferruginea
Wendlandia ferruginea är en måreväxtart som beskrevs av Jean Baptiste Louis Pierre och Charles-Joseph Marie Pitard. Wendlandia ferruginea ingår i släktet Wendlandia och familjen måreväxter.
Artens utbredningsområde är Vietnam. Inga underarter finns listade i Catalogue of Life.